# Batayporã
Batayporã, amtlich Município de Batayporã, ist eine Gemeinde im brasilianischen Bundesstaat Mato Grosso do Sul in der Região Centro-Oeste (Region Mittelwesten). Die Stadt wurde von dem tschechischen Schuhunternehmer Jan Antonín Baťa gegründet, der vor dem Nationalsozialismus nach Brasilien geflüchtet war.
Die Bevölkerung wurde zum 1. Juli 2021 auf 11.368 Einwohner geschätzt, die Bataiporãenser genannt werden und auf einer Gemeindefläche von rund 1826,6 km² leben.

## Geographie

### Lage
Die Stadt liegt 313 km von der Landeshauptstadt des Bundesstaates (Campo Grande) und 1182 km von der brasilianischen Hauptstadt (Brasília) entfernt. Nachbargemeinden mit gemeinsamen Grenzen sind Taquarussu, Nova Andradina, Anaurilândia, Rosana, Marilena, São Pedro do Paraná und Porto Rico.

### Gewässer
Die Stadt liegt im Becken des Rio Pardo, der in den Rio Paraná fließt, der zum Flusssystem des Río de la Plata gehört.

### Vegetation
Das Gebiet ist ein Teil der Cerrados (Savanne Zentralbrasiliens).

### Klima
In der Stadt herrscht Tropenklima (Aw). Die mittlere Temperatur des kältesten Monats liegt zwischen 15 °C and 20 °C. Die Trockenzeit dauert 4 bis 5 Monate. Im Jahr fallen zwischen 1200 und 1500 mm Niederschläge.

## Geschichte
Bis 1977 gehörte die Gemeinde zu Mato Grosso. Durch das Staatsgesetz Nr. 1967 vom 12. November 1963 wurde die Gemeinde aus Nova Andradina ausgegliedert, erhielt Stadtrechte als Munizip und wurde am 25. April 1965 installiert.

## Verkehr
Die Landesstraße MS-276 kreuzt sich in der Stadt mit der Bundesstraße BR-376, die als Landesstraße MS-134 weitergeführt wird.